# Koscherfleischsteuer
Die Koscherfleischsteuer war eine Sondersteuer für koscheres Fleisch, wie auch die Lichtbentschsteuer, die seit Kaiserin Maria Theresia in den Kronländern galt. Auch im Russischen Reich galt diese Steuer.

## Geschichte
Maria Theresias Sohn Joseph II. war trotz seiner Reformbestrebung keineswegs gewillt, das Familiantengesetz, das seit seiner Mutter Zeiten eingeführt worden war, sowie die Wohnortbestimmung und die Koscherfleischsteuer, zurückzunehmen. Die jährliche Steuer von 200.000 Gulden waren für Joseph II. eine sichere und leichte Einnahme.
Seit der Steuerreform 1844 mussten Juden in Russland neben der Steuer für Koscherfleisch eine Steuer für Schabbatkerzen für den Unterhalt der neuen Schulen an den Staat abführen. Die Rigaer Gemeinde wurde von dieser Regelung ausgenommen, da sie die Sondersteuer erfunden und freiwillig eingeführt hatte. Die Rigaer kamen weiter selbst für ihre Gemeindeschule auf. Die Kerzensteuer wurde von Steuerpächtern eingetrieben, bei den örtlichen Stadtverwaltungen abgegeben und über diese an die Schulen verteilt.